# Mambéré
 Mambéré  er en af de 20 præfekturer i Den Centralafrikanske Republik.  Det har et areal på  15.740 km2 og havde i 2022 en befolkning  på 265.479.
Mambéré er inddelt i 4 Subpræfekturer:
- Carnot
- Amada-Gaza
- Gadzi
- Senkpa-Mbaéré

## Geografi
Præfekturet ligger i den vestlige del af landet. Mod nord grænser det op til Nana-Mambéré, mod øst til Ombella-Mpoko og Lobaye, mod syd til Mambéré-Kadéï og Sangha-Mbaéré og mod vest til landet Cameroun.

## Historie
Præfekturet blev etableret i 2020. Dets territorium tilhørte tidligere udelukkende Mambéré-Kadéï-præfekturet.